# Камровская, Мария
Мария Барбара Камровская-Новак (пол. Maria Barbara Kamrowska-Nowak; род. 11 марта 1966, Старогард-Гданьский, Поморское воеводство) — польская легкоатлетка, специалистка по многоборьям. Выступала за сборную Польши по лёгкой атлетике в 1990-х годах, обладательница бронзовой медали Универсиады, двукратная бронзовая призёрка Кубка Европы, многократная победительница польских национальных первенств, участница летних Олимпийских игр в Барселоне.

## Биография
Мария Камровская родилась 11 марта 1966 года в городе Старогард-Гданьский Поморского воеводства, Польша.
Занималась лёгкой атлетикой в Гданьске и Варшаве, проходила подготовку под руководством Славомира Новака, который впоследствии стал её мужем.
Первого серьёзного успеха на взрослом международном уровне добилась в сезоне 1991 года, когда вошла в основной состав польской национальной сборной и побывала на летней Универсиаде в Шеффилде, откуда привезла награду бронзового достоинства, выигранную в зачёте женского семиборья — уступила здесь только немке Биргит Клариус и соотечественнице Уршуле Влодарчик. Также в этом сезоне стала бронзовой призёркой в командном первенстве на Кубке Европы по легкоатлетическим многоборьям в Хелмонде и заняла девятое место на чемпионате мира в Токио.
Благодаря череде удачных выступлений удостоилась права защищать честь страны на летних Олимпийских играх 1992 года в Барселоне — в программе семиборья набрала 6263 очков и с этим результатом закрыла десятку сильнейших.
После барселонской Олимпиады Камровская осталась в составе легкоатлетической команды Польши и продолжила принимать участие в крупнейших международных соревнованиях. Так, в 1993 году она стартовала в пятиборье на мировом первенстве в помещении в Торонто, участвовала в чемпионате мира в Штутгарте, где выходила на старт бега на 100 метров с барьерами и семиборья. Кроме того, выиграла бронзовую медаль в командном первенстве на Кубке Европы по легкоатлетическим многоборьям в Оулу.
В 1994 году стала седьмой в пятиборье на европейском первенстве в помещении в Париже, не показала никакого результата в семиборье на чемпионате Европы в Хельсинки. На Кубке Европы по легкоатлетическим многоборьям в Лионе на сей раз попасть в число призёров не смогла.
Участвовала в Кубках Европы по легкоатлетическим многоборьям 1997 года в Оулу и 1998 года в Таллине. Помимо этого, в 1998 году выступила в семиборье на чемпионате Европы в Будапеште.
Завершив спортивную карьеру, занялась тренерской деятельностью. Тренировала спортсменок в клубе AZS-AWFiS в Гданьске.